# Marie-Thérèse Paquin
Pour les articles homonymes, voir Paquin.
Marie-Thérèse Paquin ou Marie-Thérèse Vintrin-Paquin est une professeur et pianiste québécoise née à Montréal le 4 juillet 1905, décédée dans la même ville le 9 mai 1997.

## Biographie
Marie-Thérèse Paquin commence ses études de piano dès l'âge de cinq ans avec comme professeur Mélina Bourque. Deux ans plus tard, elle étudie sous la direction de Mme McNamara. Elle se donne en concert pour la première fois en 1914 à l'âge de neuf ans. Durant sa jeunesse, elle fréquente le conservatoire de LaSalle où elle suit des cours de dictions et, à quinze ans, elle étudie les langues à l'Université de Montréal. Elle maîtrise alors le français, l'anglais, l'allemand, l'italien et l'espagnol. Elle poursuit ensuite ses études en Europe, à Bruxelles, Vienne et Londres.   
Elle a fait une brillante carrière de pianiste comme membre d'un quatuor pendant vingt ans.
En 1936, elle devient la première femme pianiste de l'Orchestre symphonique de Montréal, poste qu'elle occupe jusqu'en 1964. En 1950, elle devient professeur au Conservatoire de musique de Montréal. En 1972, elle est mise à pied et est embauchée de nouveau en 1980, Marie-Thérèse Paquin a alors 80 ans. En 1971, elle commence à enseigner au Banff School of Fine Arts. Accompagnatrice et répétitrice spécialisée dans l'art lyrique, elle accueille de jeunes chanteurs dans son studio d'opéra chez elle, à Montréal, rue de Lorimier, le Studio d'opéra MTP,. Cet intérêt pour l'opéra l'amène a traduire des livrets d'opéra en français et en anglais publiés aux Presses de l'Université de Montréal.
Marie-Thérèse Paquin a joué sous la direction des plus grands noms dont Pierre Monteux, Charles Munch, Igor Stravinsky, Wilfrid Pelletier, J.J. Gagnier (en), Jean-Marie Beaudet et Jean Deslauriers.

## Traductions

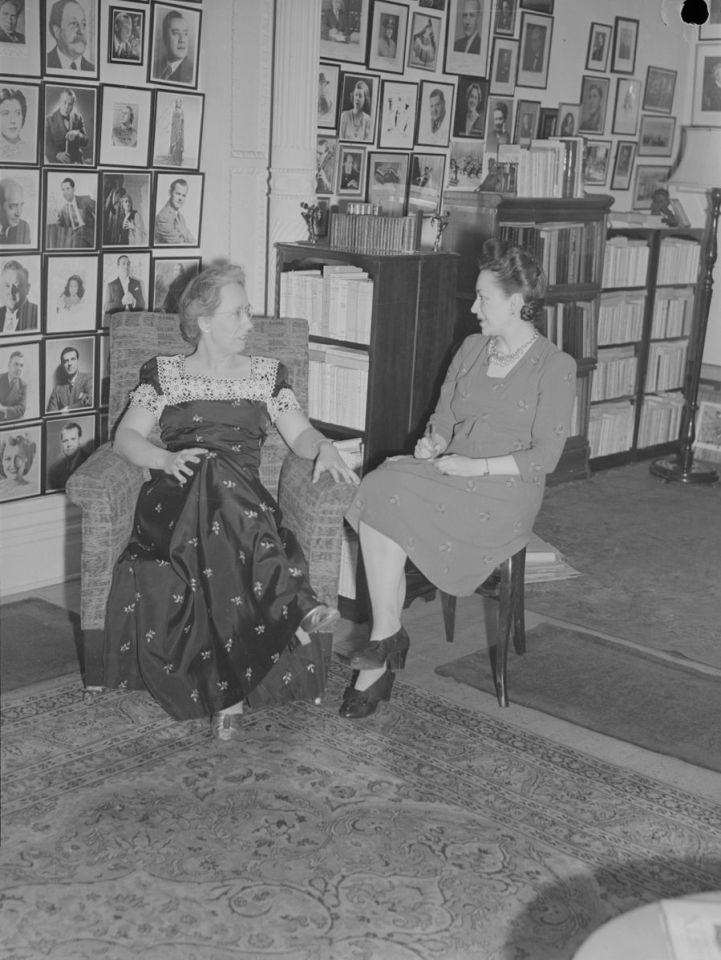
Marie-Thérèse Paquin (à gauche) recevant chez elle l'animatrice Lucille Desparois (à droite), en 1945.

- Marie-Thérèse Paquin (à gauche) recevant chez elle l'animatrice Lucille Desparois (à droite), en 1945.Don Giovanni (Wolfgang Amadeus Mozart) Presses de l'Université de Montréal, Montréal, 1974.
- La Bohème (Giacomo Puccini), Presses de l'Université de Montréal, Montréal, 1975.
- Dix cycles de lieder — Beethoven, Brahms, Schubert, Schumann, Presses de l'Université de Montréal, Montréal, 1977.
- Madama Butterfly (Giacomo Puccini), Presses de l'Université de Montréal, Montréal, 1978.
- Cosi fan tutte (Wolfgang Amadeus Mozart), Presses de l'Université de Montréal, Montréal, 1980.
- Tosca (Giacomo Puccini), Presses de l'Université de Montréal, Montréal, 1980.
- Il Trovator (Giuseppe Verdi), Presses de l'Université de Montréal, 1981.
- L'Elisir d'amore (Gaetano Donizetti) Presses de l'Université de Montréal, Montréal, 1981.
- La Traviata (Giuseppe Verdi), Presses de l'Université de Montréal, Montréal, 1981.
- Airs et mélodies : Mozart, Schubert, classiques italiens, Presses de l'Université de Montréal, 1983.
- Le Nozze di Figaro (Wolfgang Amadeus Mozart), Presses de l'Université de Montréal, Montréal, 1983.
- Il Tabarro ; Suor Angelica ; Gianni Schicchi (Giacomo Puccini), Presses de l'Université de Montréal 1985
- Cavalleria rusticana (Pietro Mascagni), Presses de l'Université de Montréal,1985.
- Il Barbière di Siviglia (Gioacchino Rossini), Presses de l'Université de Montréal, 1984.
- Rigoletto (Giuseppe Verdi), Presses de l'Université de Montréal, 1984.
- Don Pasquale (Gaetano Donizetti), Presses de l'Université de Montréal, 1985.
- Salomé (Richard Strauss), Presses de l'Université de Montréal, 1985.
- Aïda (Giuseppe Verdi), Presses de l'Université de Montréal, 1986.
- Otello (Giuseppe Verdi), Presses de l'Université de Montréal, Montréal, 1986.

## Honneurs
- 1980 - Membre de l'Ordre du Canada
- 1982 - Prix Calixa-Lavallée
- 1987 - Chevalier de l'Ordre national du Québec